# Meteorus betulini
Meteorus betulini är en stekelart som beskrevs av Mason 1968. Meteorus betulini ingår i släktet Meteorus och familjen bracksteklar. Inga underarter finns listade i Catalogue of Life.